# 靈克賓郡
靈克賓郡（丹麥語：Ringkjøbing Amt）是丹麥的一個郡，位於日德蘭半島的西北部，西臨北海。2007年1月1日被併入中日德蘭大區。